# Élisabeth Moreno
Élisabeth Moreno (Tarrafal, 20 settembre 1970) è una dirigente d'azienda e politica francese, originaria di Capo Verde. Ex vicepresidente della HP South Africa ed ex presidente della Lenovo France, dal luglio 2020 è ministro delegato alla parità tra donne e uomini, diversità e pari opportunità nel governo di Jean Castex.

## Biografia
Élisabeth Moreno, nata a Tarrafal, a nord dell'isola di Santiago (Capo Verde), è la primogenita di una famiglia di sei figli. Suo padre lavorava nei cantieri e sua madre faceva i lavori domestici; entrambi non sapevano né leggere né scrivere. La sua famiglia emigrò in Francia nel 1977, e si stabilì in una città di Athis-Mons, a Essonne, per trovare una struttura ospedaliera in grado di ospitare una delle sorelle, gravemente ustionata in un incidente domestico.
Essendo la figlia maggiore, ha fatto spesso da seconda madre: “Molto presto, ho sentito il bisogno di essere un sostegno per la mia famiglia. Ho costruito la mia vita in questa direzione, cercando di trovare le soluzioni che potessero aiutarla. Soprattutto perché i miei genitori non sapevano né leggere né scrivere. Ho un classico background da emigrante. Ma non è mai stato un peso".
A scuola, le è stato offerto un orientamento verso una scuola professionale, ma lei ha rifiutato desiderando conseguire un diploma di maturità letteraria, quindi fare studi superiori di giurisprudenza per diventare avvocato. Dopo un master in diritto commerciale presso l'Università di Parigi XII, ha iniziato a lavorare in uno studio legale. 
Nel 1991 ha fondato con il marito un'impresa di costruzioni, un'azienda con un massimo di 30 dipendenti.
Nel 1998, dopo aver divorziato, è entrata in France Telecom per gestire le vendite di PMI e SMI nella regione di Parigi Sud. Nel 2002, è passata alla Dell come direttore dei key account e vi è rimasta per dieci anni; ha lavorato attraverso la divisione marocchina del gruppo, quindi, al suo ritorno in Francia, è stata promossa a direttore vendite di Dell EMEA (Europa Medio Oriente Africa) per i key account strategici. Durante la sua carriera in questa azienda, nel 2006 beneficia anche della possibilità di riprendere temporaneamente gli studi all'età di 35 anni per ottenere un Executive MBA presso ESSEC e presso l'Università di Mannheim in Germania.  È anche giudice volontario presso il tribunale commerciale di Bobigny nel gennaio 2015, dopo una formazione presso l'École nationale de la magistrature,
Ha avuto anche impegni associativi, avendo partecipato alla fondazione, con altri capoverdiani, del business club Cabo Verde nel 2005, e della Casa Cabo Verde dal 2008 al 2011 con iniziative verso la diaspora degli abitanti di Capo Verde in Francia..
Nel 2012 è stata assunta da Lenovo come direttore delle vendite europee. Cinque anni dopo, nel 2017, è diventata CEO Francia del gruppo Lenovo.  I suoi genitori sono tornati a Capo Verde per gestire un albergo nell'isola.
Nel gennaio 2019, è stata nominata presidente di HP Africa e si è trasferita, con il suo secondo marito e una delle sue due figlie, in Sud Africa.
Il 6 luglio 2020 è stata nominata, nel governo Castex, ministro responsabile per l'uguaglianza tra donne e uomini, diversità e pari opportunità,  in sostituzione di Marlène Schiappa. Le associazioni femministe hanno criticato la nomina per la sua posizione sulle molestie sul lavoro..

## Filmografia
Nel giugno 2019, il film Morabeza, la force du Mouvement, un documentario sulla migrazione da Capo Verde in Europa, fa riferimento, tra l'altro, al suo viaggio personale.